# John Sentamu
John Tucker Mugabi Sentamu, Barão Sentamu (Campala, 10 de junho de 1949) foi o 94º Arcebispo de Iorque e Primaz da Inglaterra.

## Vida pregressa em Uganda
Sentamu nasceu em 1949 na aldeia de Masooli, Gayaza, perto de Campala, Uganda, o sexto de treze filhos. Graduou-se em direito na Universidade Makerere, em Campala, em 1971, e atuou como advogado no Tribunal Superior de Uganda até 1974, sendo brevemente juiz do Tribunal Superior. Em 1973, casou-se com sua esposa Margaret, e tiveram dois filhos. Três semanas após seu casamento, ele incorreu na ira do ditador Idi Amin e foi detido por 90 dias. Em um discurso em 2007, ele descreveu como durante esse tempo foi "chutado como uma bola de futebol e espancado terrivelmente", dizendo que "a tentação de desistir da esperança de libertação estava sempre presente". Fugiu de seu país de origem para chegar como imigrante ao Reino Unido em 1974.

## Ministério na Inglaterra
Sentamu estudou teologia no Selwyn College, Cambridge, onde posteriormente recebeu um diploma de bacharel em 1976, foi promovido ao mestrado em Cambridge em 1979 e um doutorado em 1984. Ele se formou para o sacerdócio no Ridley Hall, Cambridge, sendo ordenado padre em 1979. Ele trabalhou como capelão assistente no Selwyn College, como capelão em um centro de detenção e como cura e vigário em uma série de nomeações paroquiais.
Sentamu foi consagrado bispo em 25 de setembro de 1996 por George Carey, Arcebispo de Canterbury, na Catedral de São Paulo, para servir como Bispo de Stepney, sufragâneo e bispo de área na Diocese de Londres. Ganhou projeção como o único conselheiro negro do inquérito judicial sobre Stephen Lawrence, assassinado por uma gangue de jovens brancos; o inquérito concluiu que a Polícia Metropolitana era institucionalmente racista. Em 2002, ele presidiu a revisão do inquérito do assassinato de Damilola Taylor, um estudante nigeriano de dez anos.
Também em 2002, ele foi nomeado Bispo de Birmingham, sendo inaugurado em 16 de novembro de 2002 na Catedral de Birmingham. Em Birmingham, ele foi um importante ativista contra crimes com armas de fogo e também trabalhou em estreita colaboração com os trabalhadores da MG Rover após a falência da montadora. Sentamu tornou-se presidente da Juventude para Cristo (Youth for Christ) em 2004 e da Associação Cristã de Moços em abril de 2005.

## Arcebispo de Iorque

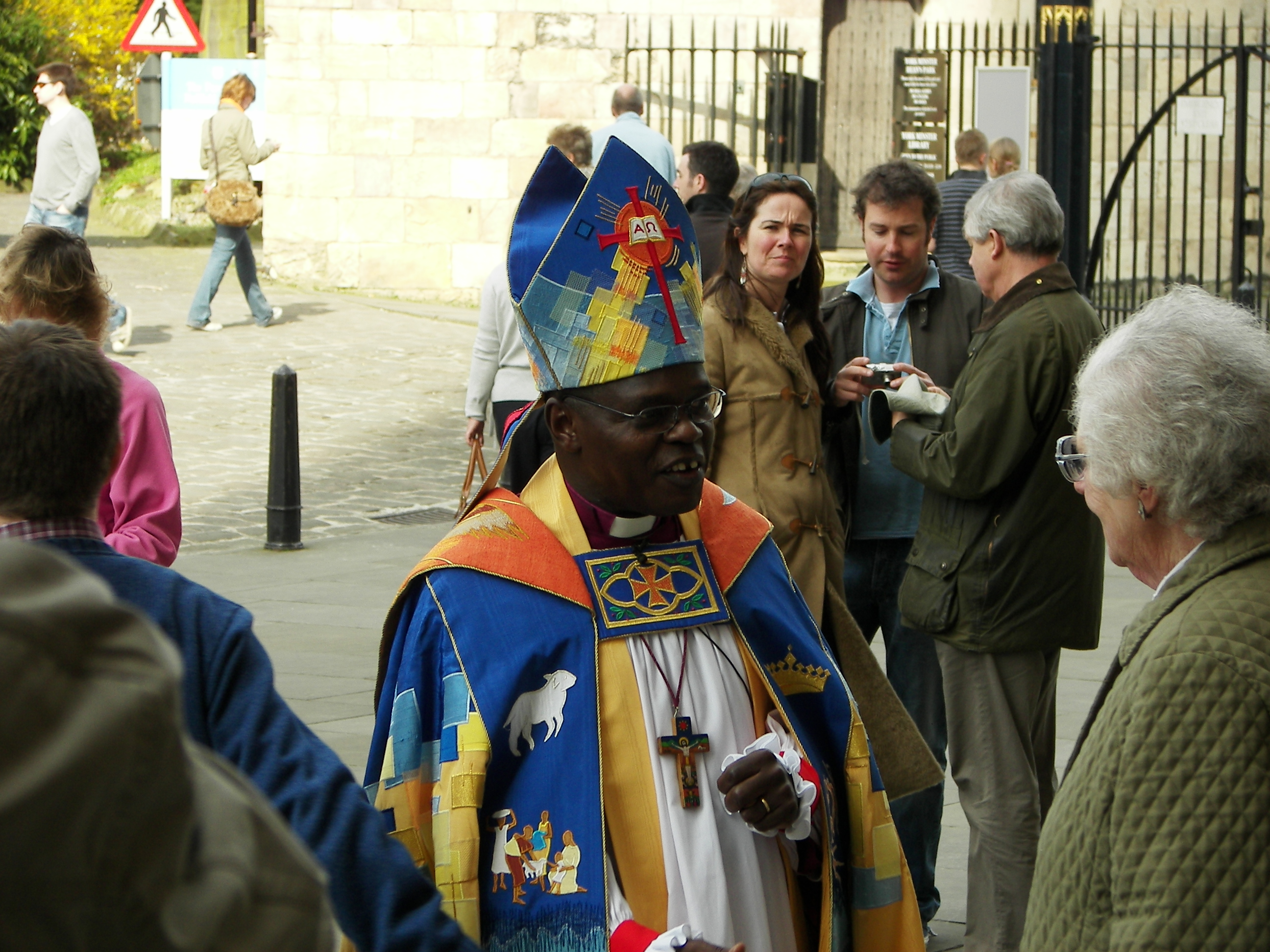
John Sentamu do lado de fora da Catedral de Iorque no domingo de Páscoa de 2007.

Em 17 de junho de 2005, o gabinete do primeiro-ministro Tony Blair anunciou a transferência de Sentamu para Iorque como o 97º arcebispo, em sucessão do Dr. David Hope, que renunciara em fevereiro daquele ano. Ele foi formalmente eleito pelo capítulo de York Minster em 21 de julho, legalmente confirmado como arcebispo em St Mary-le-Bow, Londres, em 5 de outubro, e entronizado em York Minster em 30 de novembro de 2005 (festa de Santo André), em uma cerimônia com canto e dança africanos e música contemporânea, com o próprio Sentamu tocando tambores africanos durante o serviço. Como arcebispo de York, Sentamu sentou-se na Câmara dos Lordes e foi admitido, como de costume, no Conselho Privado do Reino Unido. Ele foi o primeiro arcebispo negro na Igreja da Inglaterra e se tornou o segundo na hierarquia da Igreja Anglicana, atrás apenas de seu líder espiritual, o arcebispo da Cantuária.
Sentamu admitiu ter recebido cartas contendo ameaças devido a sua cor. Os ataques teriam se dado por sua oposição ao casamento gay.
Com a saída de Rowan Williams da Cantuária no final de 2012, ele chegou a ser considerado pela mídia como seu provável sucessor, mas as várias controvérsias em que se envolveu, além de estilo de gestão e temperamento difícil, o afastaram de agradar apoiadores para a posição principal do anglicanismo.
Em outubro de 2018, Sentamu anunciou sua aposentadoria, marcada para 7 de junho de 2020, três dias antes de seu 71º aniversário. Em junho de 2019, ele ordenou sua esposa como diaconisa.

## Aposentadoria
Sentamu foi omitido da primeira lista de novos títulos de nobreza após sua renúncia como arcebispo, mas foi anunciado em dezembro de 2020 que ele seria criado como um par vitalício independente na segunda lista de honras políticas de 2020. Em 27 de abril de 2021, ele foi criado Barão Sentamu, de Lindisfarne no Condado de Northumberland e de Masooli na República de Uganda.
Sentamu mudou-se com a esposa para Berwick e, em 14 de junho de 2021, foi licenciado como bispo assistente honorário da Diocese de Newcastle pela Bispa Christine Hardman.

Em maio de 2023, a Bispo de Newcastle, Helen-Ann Hartley, pediu-lhe que se afastasse do ministério ativo, depois de uma revisão independente ter concluído que ele não agiu em relação a uma denúncia de abuso sexual; o próprio sucessor de Sentamu, Stephen Cottrell, apoiou a decisão. Lord Sentamu reconheceu que não agiu em relação à denúncia, mas afirmou que não era sua responsabilidade como arcebispo lidar com a denúncia, pois "a ação após a denúncia ao bispo de Sheffield era dele e somente dele". Ele ainda tentou alegar que a lei o impedia de agir:
A salvaguarda é muito importante, mas não se sobrepõe à Lei da Igreja (que faz parte do Direito Comum da Inglaterra). E a Lei não é suscetível de ser usada como desculpa para o exercício do papel conferido a um Arcebispo. A Lei da Igreja estabelece os limites para Bispos e Arcebispos Diocesanos.
Em consequência desses eventos, Dr. Sentamu renunciou à presidência do Conselho de Administração da Christian Aid, cargo que assumira em 23 de novembro de 2021.

## Opiniões públicas e controvérsias

### Comentários políticos
Em novembro de 2005, ele buscou a redescoberta do orgulho inglês e da identidade cultural, afirmando que o zelo pelo multiculturalismo às vezes "parecia implicar, erroneamente para mim, 'deixe outras culturas se expressarem, mas não deixe a cultura majoritária nos contar suas glórias, suas lutas, suas alegrias, suas dores'."
Em fevereiro de 2006, o arcebispo teve destaque na imprensa britânica devido aos seus comentários sobre o tratamento dado aos detidos na Base Naval da Baía de Guantánamo. Durante uma semana em agosto de 2006, Sentamu acampou na Catedral de Iorque, renunciando à comida em solidariedade aos afetados pelo conflito no Oriente Médio, especialmente as crianças e outros civis mortos e feridos durante a Guerra do Líbano de 2006, quando bombas de fragmentação foram usadas pelas forças israelenses. Em novembro do mesmo ano, ele afirmou que a BBC tinha medo de criticar o islamismo.

### Pobreza
Sentamu lamentou que muitos trabalhadores mal pagos não recebam o suficiente para tirar eles e suas famílias da pobreza.
A questão atinge o cerne do tecido moral da nossa sociedade. Pela primeira vez, a maioria das famílias em situação de pobreza na Grã-Bretanha tem pelo menos uma pessoa trabalhando. A natureza da pobreza na Grã-Bretanha está mudando drasticamente. Para milhões de pessoas em dificuldades, o trabalho não é mais uma saída da pobreza. (...) A baixa remuneração é um flagelo em nossa sociedade, e todos nós pagamos por isso. A baixa remuneração custa ao contribuinte entre 3,6 e 6 bilhões de libras por ano em créditos fiscais, benefícios trabalhistas e perda de receitas fiscais. E à medida que a renda disponível para os mais mal pagos diminui, também diminui a demanda na economia.

Antigamente, não se podia viver na pobreza se se tivesse um rendimento regular; podia-se encontrar um rendimento baixo, sim. Mas isso já não é assim. É possível estar empregado e ainda assim viver na pobreza.
Sentamu acredita que a pobreza alimentar está causando desnutrição no Reino Unido. Em 2013, ele afirmou que "no ano passado, mais de 27.000 pessoas foram diagnosticadas com desnutrição em Leeds – não no Lesoto, não na Libéria, não em Lusaka, mas em Leeds?" e considera que esses relatórios "nos desonram a todos, deixando uma mancha negra em nossas consciências".  As reformas do bem-estar social do governo estavam
“começando a fazer efeito – com reduções nos subsídios de habitação para a chamada subocupação de habitações sociais, o limite nos subsídios para chefes de família desempregados e pais solteiros, e a substituição gradual do subsídio de vida para deficientes por um pagamento de independência pessoal”. 

### Eleição geral
Na preparação para as eleições gerais de 2017 no Reino Unido, Justin Welby, o Arcebispo de Canterbury, e John Sentamu fizeram campanha sobre a necessidade de abordar a pobreza, a educação, a habitação e a saúde. Os arcebispos enfatizaram a importância da "educação para todos, de soluções urgentes e sérias para os nossos desafios de habitação, a importância de criar comunidades, bem como um serviço de saúde confiante e próspero que dê apoio a todos – especialmente aos vulneráveis – principalmente no início e no fim da vida."

### Racismo policial
Em 2000, Sentamu, então bispo de Stepney, foi parado por um policial da cidade de Londres perto da Catedral de São Paulo. Sentamu alegou que era a oitava vez que ele era interrogado pela polícia em oito anos e que ele era o único bispo da Igreja da Inglaterra a ser parado pela polícia dessa forma. Em um debate de 2010 na Câmara dos Lordes, Sentamu criticou os padrões de "motivos razoáveis para suspeitar" aplicados pela polícia.

### Robert Mugabe

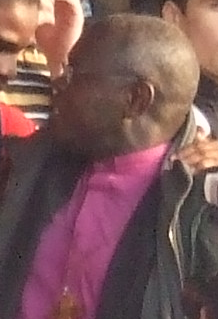
Sentamu vestindo uma camisa clerical sem o colarinho branco, 2009.

Em 9 de dezembro de 2007, durante uma entrevista ao vivo com Andrew Marr na BBC One, Sentamu protestou contra o presidente do Zimbábue, Robert Mugabe. Sentamu tirou a gola branca de sua camisa clerical e a cortou, afirmando que:
Como anglicano, é isso que eu uso para me identificar como clérigo. Sabe o que Mugabe fez? Ele pegou a identidade das pessoas e, literalmente, se você não se importa [corta o colarinho], cortou-a em pedaços. Foi isso que ele realmente fez, com muitas pessoas — e no final não sobrou nada. Então, no que me diz respeito, de agora em diante, não vou usar colarinho até que Mugabe se vá.
Em dezembro de 2008, Sentamu voltou a se manifestar contra Mugabe, afirmando: "Chegou a hora de Robert Mugabe responder por seus crimes contra a humanidade, contra seus compatriotas e para que a justiça seja feita". Em 26 de novembro de 2017, Sentamu retornou ao The Andrew Marr Show e manteve sua promessa de recolocar sua gola clerical após a renúncia de Robert Mugabe no início da semana. Marr lhe entregou um envelope contendo os pedaços originais do colarinho. Sobre isso, ele disse:
Sabe, Andrew, eu poderia tentar consertar isso usando supercola, mas ficaria uma gola bem frágil. E eu acho que a lição para o Zimbábue é a mesma. Eles simplesmente não podem tentar consertar. Algo mais radical, algo novo, precisa acontecer.
Em seguida, ele colocou uma nova gola que havia trazido consigo. Ele também disse que seria possível para os zimbabuanos perdoarem Mugabe. "Mugabe precisa, em algum momento, dizer aos zimbabuanos: 'Perdoem-me'. Ele é um homem muito, muito inteligente e acho que ele é capaz de fazer isso."

### Crise financeira
Em setembro de 2008, Sentamu e o Arcebispo Rowan Williams manifestaram-se contra as negociações oportunistas no mercado de ações. Sentamu comparou aqueles que praticavam vendas a descoberto de ações do HBOS, derrubando os preços das ações, a "ladrões de banco".

### Sexualidade e casamento
Sentamu, nascido em Uganda, disse que as leis em debate em Uganda que imporiam a pena de morte a homossexuais e àqueles que os apoiam eram "vitimizadoras". Ele disse à BBC que a lei proposta "tende a confundir todos os relacionamentos homossexuais com o que você chama de coisas agravadas e esse é o problema", mas que a Comunhão Anglicana estava comprometida em reconhecer que os gays eram valorizados por Deus. Anteriormente, como bispo da área de Stepney, ele foi um dos quatro bispos ingleses que se recusaram a assinar o Acordo de Cambridge, uma tentativa em 1999 de chegar a um acordo sobre a afirmação de certos direitos humanos dos homossexuais, apesar das diferenças dentro da igreja sobre a moralidade do comportamento homossexual. Em 2012, ele declarou sua oposição aos planos do governo de legalizar o casamento entre pessoas do mesmo sexo no Reino Unido, afirmando que "O casamento é um relacionamento entre um homem e uma mulher, não acho que seja papel do Estado definir o que é casamento" e "Vimos ditadores [redefinirem o casamento] em diferentes contextos e não quero redefinir estruturas sociais muito claras que existem há muito tempo." Ao mesmo tempo, ele expressou apoio às uniões civis entre pessoas do mesmo sexo: "Elas são, em todos os aspectos, em termos éticos, um contrato honroso de um relacionamento comprometido." Em resposta às suas declarações, mais de 50 apoiadores da igualdade no casamento se manifestaram do lado de fora da Catedral de Iorque.
Em 2016, falando com Piers Morgan, Sentamu disse que não chamaria a homossexualidade de 'pecado' e ainda apoiava as uniões civis, ao mesmo tempo que se opunha ao casamento entre pessoas do mesmo sexo. “Eu apoio as uniões civis porque acho que é uma questão de igualdade e de justiça, mas para mim, foi errado o governo tentar redefinir a natureza do casamento”, disse ele. Em 2017, Sentamu se manifestou a favor de uma moção no Sínodo Geral para pedir ao governo que proibisse o uso da terapia de conversão, uma prática controversa que visa mudar a orientação sexual de uma pessoa. Na mesma sessão do Sínodo Geral, Sentamu apoiou uma moção para oferecer "boas-vindas e afirmação" para pessoas transgênero como membros da Igreja da Inglaterra.
Comentando sobre a decisão do príncipe William e Kate Middleton de viverem juntos antes do casamento, Sentamu disse que o compromisso público do casal de viverem suas vidas juntos hoje seria mais importante do que o passado. Ele disse que havia conduzido cerimônias de casamento para "muitos casais coabitantes" durante seu tempo como vigário no sul de Londres e disse: "Estamos vivendo em uma época em que algumas pessoas, como minha filha costumava dizer, querem testar se o leite é bom antes de comprar a vaca." Ele ainda afirmou: "Para algumas pessoas, é aí que estão suas jornadas. Mas o que é importante, na verdade, não é simplesmente olhar para o passado porque eles estarão na Abadia fazendo estes votos maravilhosos: 'na alegria e na tristeza; na riqueza e na pobreza; na doença e na saúde; até que a morte nos separe.'" 
Em discurso na Câmara dos Lordes, em 19 de novembro de 2007, ele se opôs a elementos do Projeto de Lei sobre Fertilização Humana e Embriologia que buscavam eliminar a "necessidade de um pai" para a criança no processo de fertilização in vitro. Ele afirmou: "Estamos agora diante de um Projeto de Lei que busca formalizar a situação em que a necessidade do modelo masculino supremo – o do pai – é totalmente eliminada."

### Caça aos ovos do National Trust
Em 2017, ele criticou o National Trust por “apagar” a religião da Caça aos Ovos do National Trust.

### Colunista
Sentamu contribuiu para o jornal tablóide The Sun, e em 2012 escreveu para a primeira edição do Sun on Sunday. Toda a renda obtida do jornalismo foi destinada para o St Leonard's Hospice em York, do qual ele é presidente.
Em Setembro de 2007, Sentamu escreveu na sua coluna que os pais da desaparecida Madeleine McCann estavam sujeitos a uma "campanha de sussurros" e tinham direito à presunção de inocência.

### Salto de paraquedas para o Afghanistan Trust
Em 6 de junho de 2008, Sentamu completou um salto beneficente de 12.500 pés com um membro da equipe de paraquedistas Red Devils. O mergulho ocorreu sobre o Langar Airfield em Nottinghamshire, com Sentamu visando arrecadar £ 50.000 para o Afghanistan Trust. O empresário de Yorkshire Guy Brudenell desafiou Sentamu a fazer o salto em um jantar beneficente e Brudenell também participou do salto no dia. Em reconhecimento ao que foi descrito como sua "coragem", Sentamu mais tarde recebeu o título de membro honorário da Parachute Regimental Association.
Sentamu e Brudenell arrecadaram mais de £ 75.000.

### Reclamações sobre procedimentos de salvaguarda
Em maio de 2016, Sentamu foi um dos seis bispos acusados de má conduta processual por um sobrevivente de abuso sexual infantil (a acusação tinha a ver com a forma como a queixa foi tratada; nenhum dos seis estava envolvido no abuso). Sentamu foi nomeado no The Guardian e no Church Times ao lado de Peter Burrows, Steven Croft, Martyn Snow, Glyn Webster e Roy Williamson, como sujeito de queixas de Medida Disciplinar do Clero devido à sua inação na divulgação do sobrevivente. Os bispos contestaram as queixas porque foram feitas após o limite de um ano exigido pela igreja. Sentamu havia acusado o recebimento de uma carta do sobrevivente com a garantia de "orações durante este período de teste". Mas, de acordo com o relatório do Guardian, nenhuma ação foi tomada contra o suposto abusador nem apoio oferecido ao sobrevivente pela igreja. Um porta-voz do arcebispo disse que Sentamu simplesmente reconheceu uma cópia de uma carta endereçada a outro bispo. "O destinatário original da carta tinha o dever de responder, e não o arcebispo", disse o porta-voz. Todos os seis bispos apareceram em um folheto de protesto que o sobrevivente distribuiu na entronização de Steven Croft como Bispo de Oxford.

Em abril de 2018, foi relatado que Sentamu e outros quatro bispos estavam sob investigação da Polícia de South Yorkshire por não terem respondido adequadamente a uma denúncia de abuso infantil por clérigos. Um memorando de junho de 2013, visto pelo The Times e outros meios de comunicação, revelou que Sentamu havia recebido a alegação, mas recomendou que "nenhuma ação" fosse tomada. O padre contra quem a alegação foi feita cometeu suicídio um dia antes de comparecer ao tribunal em junho de 2017. O gabinete do Arcebispo de York disse:
A diocese de York insiste que Sentamu não deixou de agir em relação a quaisquer divulgações porque essa responsabilidade recaía sobre o bispo local de Ineson, Steven Croft, que na época era bispo de Sheffield.
Um editorial do Guardian contrastou a resposta do Arcebispo Sentamu a uma declaração do Arcebispo Welby no IICSA, o Inquérito Independente sobre Abuso Sexual Infantil, no qual Justin Welby declarou:
Não é uma resposta humana aceitável, e muito menos uma resposta de liderança, dizer “Ouvi falar de um problema, mas… era tarefa de outra pessoa relatá-lo”.
Matt Ineson, a vítima e sobrevivente no centro do caso, apelou à demissão do Arcebispo Sentamu e do Bispo Steven Croft.

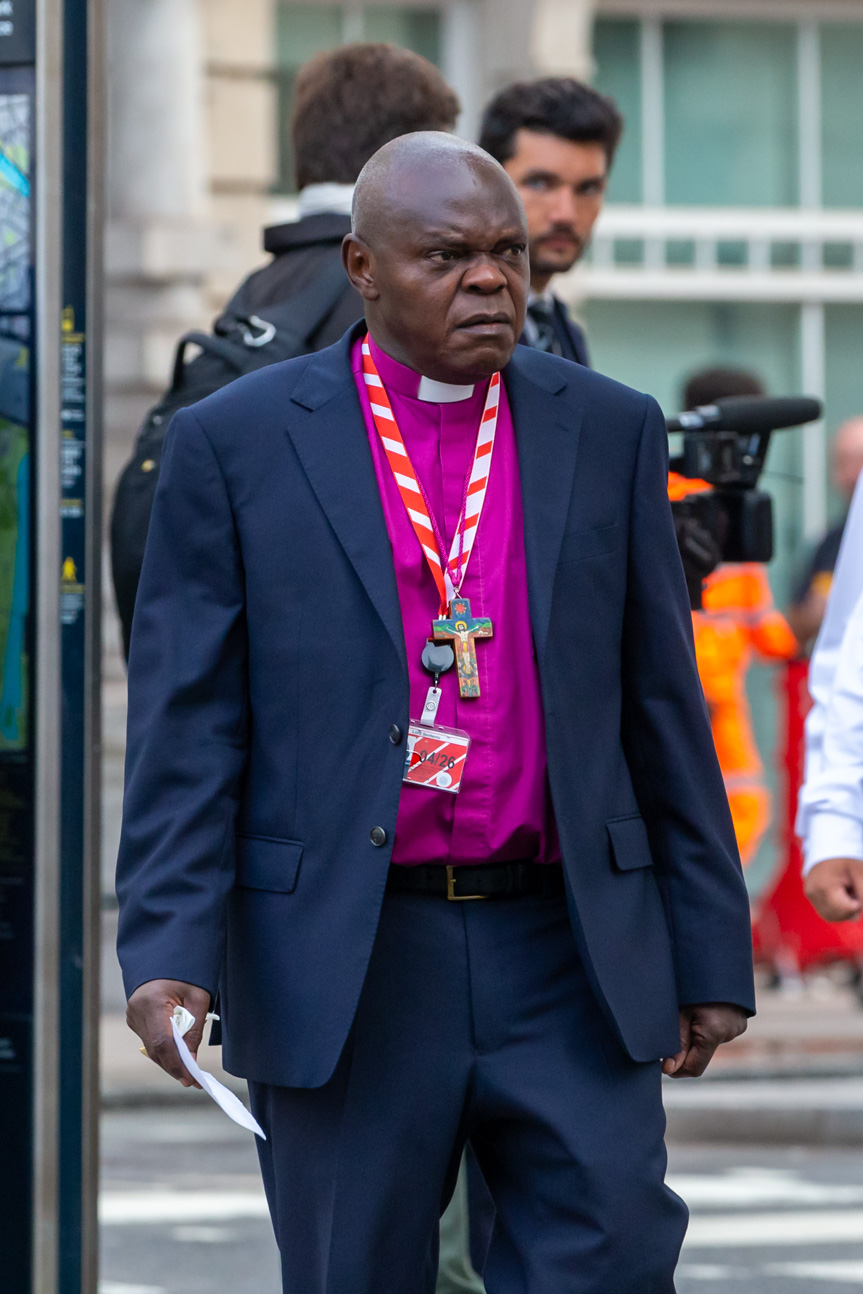
Lord Sentamu no Conselho de Ascensão do Rei Carlos III

Em 2023, a Bispa de Newcastle pediu a Lord Sentamu que se afastasse do ministério ativo como bispo assistente na Diocese de Newcastle "até que tanto as descobertas quanto sua resposta pudessem ser exploradas mais a fundo", depois que uma revisão independente criticou sua omissão após ser informado da alegação de abuso de Ineson.

## Honras
- 2000 - título honorário pela Canterbury Christ Church University[71]
- 2003 - doutorado honorário pela Universidade de Birmingham[72]
- 2005 - doutorado honorário em direito da Birmingham Newman University[73]
- 2006 - título honorário da London Metropolitan University[74]
- 2007 - primeiro chanceler da York St John University[75]
- 2007 - primeiro chanceler da Universidade de Cumbria[76]
- 2007 - título honorário da Universidade de Hull[77]
- 2007 - título honorário (Doutor em Letras) da Universidade de Sheffield[78]
- 2007 - doutorado honorário em direito pela Universidade das Índias Ocidentais[79]
- 2007 - "Yorkshireman do Ano" da Black Sheep Brewery[80]
- 2008 - a Archbishop Thurstan Church of England School em Hull foi renomeada Archbishop Sentamu Academy[81]
- 2008 - doutorado honorário pela Universidade de Gloucestershire [82]
- 2008 - título honorário da Universidade de Northumbria[83]
- 2008 - título honorário pela Universidade de Cambridge[84]
- 2008 - doutorado honorário em divindade pela Universidade de Nottingham[85]
- 2009 - doutorado honorário em direito pela Universidade de Teesside[86]
- 2009 - doutorado honorário pela Universidade de Chester[87]
- 2009 - fundou o The Archbishops' Young Leaders Award[88]
- 2010 - título honorário da Universidade de York[89]
- 2010 - título honorário da Universidade de Leeds[90]
- 2010 - título honorário da Universidade de Londres[91]
- 2012 - doutorado honorário pela Birmingham City University[92]
- 2013 - doutorado honorário em divindade pela Universidade de Aberdeen[93]
- 2019 - primeiro doutorado honorário concedido pela Universidade de Cumbria[94]
- 2020 - doutorado honorário em divindade pela Liverpool Hope University[95]
- 2020 - doutorado honorário em divindade da Universidade de Durham[96]
- 2021 - Par Vitalício do Reino Unido[24]
- Fellow honorário do King's College de Londres[97]